# NGC 2987
NGC 2987 (другие обозначения — PGC 27981, UGC 5220, MCG 1-25-17, CGCG 35-47, IRAS 09430+0510) — галактика в созвездии Секстанта.
Этот объект входит в число перечисленных в оригинальной редакции «Нового общего каталога».
NGC 2987 является спиральной галактикой из типа Хаббл Саб в созвездии Секстант на небесном экваторе. По оценкам, она находится на расстоянии 161 миллиона световых лет от Млечного Пути и около 75 000 световых лет в диаметре. Объект был обнаружен 25 марта 1884 года астрономом Эдуардом Стефаном.